# Erich Kaniber
Erich Kaniber (* 29. Januar 1934) ist ein ehemaliger deutscher Fußballspieler, der als Spieler des VfB Stuttgart in den Jahren 1957 bis 1960 auf 41 Einsätze in der Oberliga Süd kam.

## Laufbahn

### Vereine, bis 1961
In der Runde 1954/55 belegte der Abwehrspieler Erich Kaniber mit seinem Verein Würzburger Kickers in der 1. Amateurliga Nordbayern, hinter dem Meister und Aufsteiger in die 2. Liga Süd, VfB Helmbrechts, den zweiten Platz. Nach der Saison 1955/56 wechselte er in die Oberliga Süd zum VfB Stuttgart.
Nach einem Jahr Wechselsperre gehörte Kaniber in der Runde 1957/58 mit 26 Einsätzen und einem Treffer der Stammbesetzung der Elf von Trainer Georg Wurzer an. Im Pokal des Jahres 1958 stand er für den VfB im süddeutschen Wettbewerb im Viertelfinale, Halbfinale und im Endspiel auf dem Platz. Am 25. Juni 1958 holte Stuttgart mit dem rechten Verteidiger Kaniber in Mannheim mit einem 2:1-Erfolg gegen den 1. FC Schweinfurt 05 den Titel des Süddeutschen Pokalsiegers. Im siegreichen Finale des DFB-Pokals am 16. November 1958 in Kassel gegen Fortuna Düsseldorf gehörte der Ex-Würzburger aber nicht der VfB-Elf an.
In den zwei Runden 1958/59 und 1959/60 konnte der verletzungsgeplagte Abwehrspieler nur noch 15 Oberligaspiele für die Stuttgarter bestreiten.
Im Sommer 1961 beendete er seine Vertragsspielerlaufbahn, kehrte in das Amateurlager zurück und zog nach Berchtesgaden.

### Auswahlberufungen, 1954 bis 1956
In der Saison 1954/55 wurde Kaniber in die Bayernauswahl berufen.
Mit der Verbandsauswahl gewann der rechter Verteidiger spielende Würzburger in Augsburg das Finalspiel im Länderpokal der Amateure 1955 mit 5:2 Toren gegen Westfalen. Damit war das Defensivtalent in das Blickfeld von Bundestrainer Sepp Herberger gerückt. Am 14. September 1955 wechselte der Bundestrainer den Verteidiger beim Länderspiel der Juniorennationalmannschaft U 23 in Zürich gegen die Schweiz erstmals in einem Spiel für eine DFB-Mannschaft ein. Der Bremer Willi Schröder steuerte drei Treffer zum 6:3-Sieg der DFB-Junioren bei. Zwei Monate später, am 12. November, debütierte Kaniber in London in der deutschen Fußballnationalmannschaft der Amateure. Vor Torhüter Manfred Eglin bildete er mit Alfred Post das deutsche Verteidigerpaar beim 3:2-Sieg gegen England. Für die Trainingsspiele der A-Nationalmannschaft im Februar und März 1956 gegen den Hamburger SV und das Saarland stand er im Aufgebot, kam aber nicht zum Einsatz. In der B-Nationalmannschaft kam er aber am 21. April 1956 in Enschede bei der 0:1-Niederlage gegen die Niederlande zum Zuge. Alle DFB-Berufungen erfolgten bei Erich Kaniber als Amateurspieler der Würzburger Kickers. Nach seinem Wechsel zum VfB Stuttgart konnte er seine internationale Karriere nicht fortsetzen.

## Sonstiges
Erich ist der Bruder von Wolfgang Kaniber.